# Пещуров, Дмитрий Алексеевич
 Дмитрий Алексеевич Пещуров  (1833—1913) — русский востоковед, профессор китайской словесности Санкт-Петербургского университета. Брат Михаила Алексеевича и Алексея Алексеевича Пещуровых

## Биография
Родился 27 мая (8 июня) 1833 года в Калужской губернии (Лосево, Мосальский уезд), в семье мосальского уездного предводителя дворянства, действительного статского советника и кавалера Алексея Петровича Пещурова (1795—1833). Отец умер, когда ему было полгода, а ещё через полгода его мать — Серафима (Вильгемина) Васильевна Гардер (1792—24.02.1850) — родила ещё одного брата — Алексея.
Среднее образование получил дома и в частном пансионе в Петербурге. В 1849 году поступил на физико-математический факультет Санкт-Петербургского университета, курс которого он окончил в 1853 году по разряду математических наук, со степенью кандидата и золотой медалью; 12 августа того же года был определён старшим учителем математики в 3-ю Петербургскую гимназию. Защитил 31 марта 1857 года диссертацию «Исследование движения малой планеты Фортуна» и был удостоен степени магистра. В том же году был переведён на службу в министерство внутренних дел, зачислен в состав Пекинской духовной миссии и назначен руководителем Пекинской метеорологической и магнитной обсерватории, построенной на территории миссии в 1851 году.
Занимаясь ежедневными научными наблюдениями в обсерватории, он активно изучал китайский язык. В 1859—1860 годах в качестве переводчика помогал приехавшему в Пекин дипломату Н. П. Игнатьеву.
После учреждения в 1861 году в Пекине Российской дипломатической миссии Пещуров был назначен консульским агентом в Тяньцзине, а с 1862 года состоял в должности драгомана дипломатической миссии в Пекине.
Российский посланник в Пекине А. Е. Влангали в начале 1865 года ходатайствовал о предоставлении отпуска Д. А. Пещурову для поправки здоровья, расшатавшегося от длительной службы в условиях тяжёлого климата. Во время отпуска он женился на дочери русского священника в Лондоне Евгения Попова, Анне.
В 1866 году Пещуров был определён переводчиком китайского языка при Азиатском департаменте, в сентябре 1867 года, оставаясь в штате департамента переводчиком, начал преподавать китайский язык в Санкт-Петербургском университете. Любопытно свидетельство С. М. Георгиевского о первых занятиях, когда Пещуров предупреждал своих слушателей:

Обдумали ли вы, господа, трудность того дела, за которое принимаетесь? Ведь вам придется иметь дело с языком, в котором почти нет грамматики, нет азбуки, а есть только неумолимая логика, да 40 тысяч иероглифов. Пока есть время, уходите в другие места, к другим занятиям.
С 1870 по 1890 год занимал должность приват-доцента кафедры китайской словесности факультета восточных языков; 24 февраля 1890 года был назначен исполняющим должность экстраординарного профессора, 1900 года был ординарным профессором. Всё это время он умело совмещал служебные обязанности на дипломатическом и научном поприщах. Его преподавательская деятельность продолжалась до 1903 года: будучи тяжело больным  он в сентябре подал прошение о выходе на пенсию. Последние годы своей жизни провёл в своем родовом имении Лосево.
Умер в 1913 году.

## Публикации
Его труды: «Землетрясения, бывшие в Китае во время Минской династии» («Вестник Императорского Географического Общества», 1860); «Китайско-Русский словарь по графической системе» (Санкт-Петербург, 1891);, «Китайско-русский словарь по ключевой системе» (Санкт-Петербург, 1897). Им был издан также Сборник договоров России с Китаем. 1689-1881 гг. (СПб.: М-во ин. дел, 1889. — 271 с.).
Уже первый его опыт составления русско-китайского словаря был высоко оценен коллегами-востоковедами. Известный монголовед и китаист А. М. Позднеев писал: «Отличительным достоинством словаря Д. А. Пещурова является то, что он даёт нам ясные коренные значения слов; в этом отношении труд г. Пещурова не находит себе подобного ни у русских, ни даже у европейских ученых». Издавая в 1891 году русско-китайский словарь, построенный по графической системе, предложенной В. П. Васильевым в 1867 году, Пещуров писал:

Не имея оснований ожидать,что проф. Васильев в близкое время найдет возможность дать новое издание своего словаря, который сделался библиографической редкостью, и желая, хотя отчасти, пополнить такой пробел в средствах к изучению китайской письменности для студентов факультета восточных языков С.-Петербургского университета, число которых приятно видеть постоянно возрастающим, я решился издать по системе проф. Васильева настоящий китайско-русский словарь в тех размерах относительно китайских знаков, какой возможен по имеемому в настоящее время в Типографии Имп. Академии наук китайскому шрифту. Относительно определения значений вошедших в словарь китайских знаков я пользовался новейшими трудами по лексикографии проф. Васильева, архимандрита Палладия и Попова, Williams,a, Medhurst,a и других известных синологов»
После выхода словаря А. О. Ивановский отмечал:

В настоящее время существует уже достаточно большое количество лексиконов на всех языках для изучения китайского языка, причем вышедший в последнее время (1889 г.) словарь архимандрита Палладия и П. С. Попова то своим достоинствам занимает едва ли не первое место. Однако появление словаря Д. А. Пещурова, уступающего предыдущим по количеству иероглифов и полноте определений и примеров, должно тем не менее быть приветствуемо всеми, особенно русскими начинающими синологами. С внешней стороны, причина этого в дешевизне и опрятности издания,что делает его вполне пригодным и доступным для наших студентов.
С внутренней же стороны, графическая система, по которой он расположен, делает его положительно-необходимым для начинающих изучать китайский язык. Словари по ключевой и силлабической системе при небольшом навыке дают возможность быстро находить искомый иероглиф и определять его значение, но нисколько не облегчают усвоения памятью начертания самых иероглифов…